# Liste der Monuments historiques in Comblessac
Die Liste der Monuments historiques in Comblessac führt die Monuments historiques in der französischen Gemeinde Comblessac auf.

## Liste der Bauwerke
| Bezeichnung                            | Beschreibung | Standort | Kennzeichnung | Schutzstatus | Datum | Bild |
| -------------------------------------- | ------------ | -------- | ------------- | ------------ | ----- | ---- |
| Reste eines römisch-keltischen Tempels |              | (Lage)   | PA00090535    | Classé       | 1978  |      |

## Liste der Objekte
- Monuments historiques (Objekte) in Comblessac in der Base Palissy des französischen Kultusministeriums